# Сатурніно Арруа
Сатурніно Арруа (ісп. Saturnino Arrúa, нар. 7 квітня 1949, Іта) — парагвайський футболіст, що грав на позиції нападника, зокрема за «Серро Портеньйо» та «Реал Сарагоса», а також за національну збірну Парагваю. По завершенні ігрової кар'єри — тренер.

## Клубна кар'єра
У дорослому футболі дебютував 1963 року виступами за команду «Спортіво Ітено». 
Наступного року перейшов до столичного «Серро Портеньйо», де провів наступні дев'ять сезонів своєї ігрової кар'єри. За ці роки чотири рази допомагав команді ставати чемпіоном Парагваю, а двічі, у 1970 і 1972 роках, вигравав суперечку серед найкращих бомбардирів національної першості, забивши відповідно 19 і 17 голів за сезон.
1973 року забивного нападника запросив до своїх лав іспанський «Реал Сарагоса», де парагваєць провів наступні шість років своєї кар'єри гравця. Був основним гравцем атакувальної ланки цієї команди, маючи середню результативність на рівні 0,48 гола за гру першості.
Повернувшись на батьківщину, у 1979—1981 роках знову грав за «Серро Портеньйо», а завершував ігрову кар'єру в колумбійському «Америка де Калі», за який виступав до 1982 року.

## Виступи за збірну
1969 року дебютував в офіційних матчах у складі національної збірної Парагваю.
Загалом протягом кар'єри у національній команді, яка тривала 12 років, провів у її формі 35 матчів, забивши 13 голів.

## Кар'єра тренера
Розпочав тренерську кар'єру, повернувшись до футболу після тривалої перерви, 1997 року, очоливши тренерський штаб клубу «12 жовтня».
Згодом також очолював команди «3 лютого» та «2 травня».

## Титули і досягнення

### Командні
- Чемпіон Парагваю (4):

«Серро Портеньйо»»: 1966, 1970, 1972, 1973

### Особисті
- Найкращий бомбардир чемпіонату Парагваю (2):

1970 (19 голів), 1972 (17 голів)